# Mydas lavatus
Mydas lavatus är en tvåvingeart som beskrevs av Gerstaecker 1868. Mydas lavatus ingår i släktet Mydas och familjen Mydidae. Inga underarter finns listade i Catalogue of Life.